# 中国湖泊列表
中国湖泊列表包括了：
- 中国大陆湖泊列表
- 香港湖泊列表
- 澳门湖泊列表
- 臺灣湖泊列表

|  | 这是一个同类索引条目，列出擁有相同或近似名稱的同類型項目。 若您循內部連結來到此頁面，請考慮修正該，將其指向正確的條目。 |